# Germán Botero
Germán Botero Giraldo, conocido como Germán Botero, es un escultor Colombiano nacido en la ciudad de Fresno en 1946. A lo largo de su carrera realizó exposiciones individuales y colectivas en diversas ciudades del mundo.
Para realizar sus esculturas utiliza variados materiales entre ellos el metal, mármol, piedra, madera.

## Trayectoria
La trayectoria de Botero se ve reflejada en dos libros de Ediciones Jaime Vargas, en el libro Escultura colombiana en Asia de la editorial Ediciones Jaime Vargas que fue presentada en ArtBO 2007 y en una publicación que hizo la editora cinco años antes que esta presentada en el Museo de Arte Moderno de Bogotá.